# 黑爾數額
黑爾數額（Hare quota）是用於可轉移單票制及比例代表名單投票制的其中一种最大餘額计票方法。黑爾數額的計算方法，是將總有效票數除以議席數目。只要有關候選人或候選名單每取得“數額”一倍的票數，便能獲分配一個議席。名稱源自其發明者英國大律師托馬斯·黑爾。
{\displaystyle Q={\frac {V}{S}}}（{\displaystyle Q}代表配额，{\displaystyle V}代表票数，{\displaystyle S}代表席位）
黑爾數額為2021年前香港立法會（地區直選和區議會（第二）功能界別議席）、中華民國立法院不分區議席、以及非洲西南部國家納米比亞的議會所使用的分配方法。19世紀，美國國會也曾採用這種方法分配議席。

## 例子
假设某选区有5个议席，由6张候选名单竞逐，每名選民只能選一張名單，最后有100张选票，分布如下：
| \| 名单 \| 名单 \| \| \| 票數 \| \| 名单甲 \| 名单甲 \| \| 30 \| 30 \| \| 名单乙 \| 名单乙 \| \| 20 \| 20 \| \| 名单丙 \| 名单丙 \| \| 16 \| 16 \| \| 名单丁 \| 名单丁 \| \| 14 \| 14 \| \| 名单戊 \| 名单戊 \| \| 12 \| 12 \| \| 名单己 \| 名单己 \| \| 8 \| 8 \| |        |  |    |      |
| 名单 | 名单   |  |    | 票數 |
| 名单甲 | 名单甲 |  | 30 | 30   |
| 名单乙 | 名单乙 |  | 20 | 20   |
| 名单丙 | 名单丙 |  | 16 | 16   |
| 名单丁 | 名单丁 |  | 14 | 14   |
| 名单戊 | 名单戊 |  | 12 | 12   |
| 名单己 | 名单己 |  | 8  | 8    |

票数100张，有5个议席，所以Q為：
{\displaystyle {\frac {100}{5}}=20}
名单甲取得30票，黑尔数额=30/20=1.5，可取得1席。同样，名单乙以20票取得一席。扣减已用數額后，余额排序为丙、丁、戊、甲、己、乙，最后三席依次由名单丙、名單丁和名单戊取得。